# 泰佳尼夫卡 (庫皮揚斯克區)
49°43′33″N 37°7′0″E / 49.72583°N 37.11667°E
泰佳尼夫卡（烏克蘭語：Тетянівка）是位於烏克蘭東部的村莊，由哈爾科夫州庫皮揚斯克區的舍夫琴科韦市镇負責管轄。該村處於大布爾盧克河左岸，始建於1910年，面積0.91平方公里，海拔高度119米，2001年人口112。